# Klasa okręgowa (grupa rzeszowska)
Klasa okręgowa (grupa rzeszowska) – jedna z pięciu na terenie województwa podkarpackiego klas okręgowych, które od sezonu 2008/2009 są rozrywkami szóstego poziomu ligowego piłki nożnej mężczyzn w Polsce, stanowiące pośredni szczebel rozrywkowy między IV ligą a klasą A.
Zmagania w jej ramach toczą się cyklicznie systemem kołowym. Zwycięzcy grupy uzyskują awans do IV ligi polskiej grupy podkarpackiej, zaś najsłabsze zespoły relegowane są do poszczególnych grup klasy A (Rzeszów I, Rzeszów II – Łańcut, Rzeszów III – Mielec).

## Mistrzowie ligi
| Sezon     | Mistrz                     | Wicemistrz                     | 3. miejsce                     | Źródło |
| --------- | -------------------------- | ------------------------------ | ------------------------------ | ------ |
| 2024/2025 | Błażowianka Błażowa        | LKS Jasionka                   | Stal II Rzeszów                | [ 2 ]  |
| 2023/2024 | Strug Tyczyn               | Błażowianka Błażowa            | Włókniarz Rakszawa             | [ 3 ]  |
| 2022/2023 | Resovia II                 | Stróg Tyczyn                   | KS Zaczernie                   | [ 4 ]  |
| 2021/2022 | Stal II Rzeszów            | Stróg Tyczyn                   | Włókniarz Rakszawa             | [ 5 ]  |
| 2020/2021 | Stal Łańcut                | Strug Tyczyn                   | Włókniarz Rakszawa             | [ 6 ]  |
| 2019/2020 | Resovia II                 | Sawa Sonina                    | Sokół Sokołów Małopolski       | [ 7 ]  |
| 2018/2019 | Głogovia Głogów Małopolski | Sokół Sokołów Małopolski       | Sawa Sonina                    | [ 8 ]  |
| 2017/2018 | Korona Rzeszów             | Strumyk Malawa                 | Strug Tyczyn                   | [ 9 ]  |
| 2016/2017 | Wisłok Strzyżów            | Strumyk Malawa                 | Sawa Sonina                    | [ 10 ] |
| 2015/2016 | Głogovia Głogów Małopolski | Sokół Sokołów Małopolski       | Wisłok Strzyżów                | [ 11 ] |
| 2014/2015 | Jedność Niechobrz          | Grodziszczanka Grodzisko Dolne | KS Stobierna                   | [ 12 ] |
| 2013/2014 | Sawa Sonina                | Stal II Rzeszów                | Astra Medynia Głogowska        | [ 13 ] |
| 2012/2013 | Jedność Niechobrz          | Sawa Sonina                    | Włókniarz Rakszawa             | [ 14 ] |
| 2011/2012 | Wisłok Strzyżów            | Dynovia Dynów                  | Górnovia Górno                 | [ 15 ] |
| 2010/2011 | Resovia II                 | Górnovia Górno                 | Sawa Sonina                    | [ 16 ] |
| 2009/2010 | Crasnovia Krasne           | Dynovia Dynów                  | Korona Rzeszów                 | [ 17 ] |
| 2008/2009 | KS Zaczernie               | Crasnovia Krasne               | Korona Rzeszów                 | [ 18 ] |
| 2007/2008 | Strumyk Malawa             | KS Zaczernie                   | Crasnovia Krasne               | [ 19 ] |
| 2006/2007 | Korona Rzeszów             | Elektrociepłownia Rzeszów      | Grodziszczanka Grodzisko Dolne | [ 20 ] |
| 2005/2006 | Crasnovia Krasne           | Głogovia Głogów Małopolski     | Korona Rzeszów                 | [ 21 ] |
| 2004/2005 | Elektrociepłownia Rzeszów  | Włókniarz Rakszawa             | Crasnovia Krasne               | [ 22 ] |
| 2003/2004 | Kolejarz/Igloopol Dębica   | Izolator Boguchwała            | Lechia Sędziszów Małopolski    | [ 23 ] |
| 2002/2003 | Błękitni Ropczyce          | Głogovia Głogów Małopolski     | Kolejarz Dębica                | [ 24 ] |

## Sezon 2025/2026
W tym sezonie według terminarza grają: KS Stobierna, Orzeł Wólka Niedźwiedzka, Głogovia Głogów Małopolski, Korona Rzeszów, Błękit Żołynia, TS Głogów Małopolski, KS Zaczernie, Jedność Niechobrz, Włókniarz Rakszawa, Plantator Nienadówka, Resovia II, Iskra Zgłobień, LKS Jasionka, Herkules Trzebuska, Stal II Rzeszów, Strug Tyczyn.

## Sezon 2024/2025
| Klasa okręgowa (grupa rzeszowska) – sezon 2024/2025 | Klasa okręgowa (grupa rzeszowska) – sezon 2024/2025 | Klasa okręgowa (grupa rzeszowska) – sezon 2024/2025 | Klasa okręgowa (grupa rzeszowska) – sezon 2024/2025 | Klasa okręgowa (grupa rzeszowska) – sezon 2024/2025 | Klasa okręgowa (grupa rzeszowska) – sezon 2024/2025 | Klasa okręgowa (grupa rzeszowska) – sezon 2024/2025 | Klasa okręgowa (grupa rzeszowska) – sezon 2024/2025 | Klasa okręgowa (grupa rzeszowska) – sezon 2024/2025 |
| Poz.                                                | Klub                                                | M                                                   | Pkt                                                 | Mecze                                               | Mecze                                               | Mecze                                               | Bramki                                              | Bramki                                              |
| Poz.                                                | Klub                                                | M                                                   | Pkt                                                 | zwy.                                                | rem.                                                | por.                                                | zdob.                                               | stra.                                               |
| --------------------------------------------------- | --------------------------------------------------- | --------------------------------------------------- | --------------------------------------------------- | --------------------------------------------------- | --------------------------------------------------- | --------------------------------------------------- | --------------------------------------------------- | --------------------------------------------------- |
| 1                                                   | Błażowianka Błażowa                                 | 30                                                  | 65                                                  | 20                                                  | 5                                                   | 5                                                   | 68                                                  | 26                                                  |
| 2                                                   | LKS Jasionka                                        | 30                                                  | 65                                                  | 20                                                  | 5                                                   | 5                                                   | 68                                                  | 27                                                  |
| 3                                                   | Stal II Rzeszów                                     | 30                                                  | 51                                                  | 16                                                  | 3                                                   | 11                                                  | 83                                                  | 46                                                  |
| 4                                                   | KS Zaczernie                                        | 30                                                  | 51                                                  | 15                                                  | 6                                                   | 9                                                   | 62                                                  | 55                                                  |
| 5                                                   | Błękit Żołynia                                      | 30                                                  | 50                                                  | 15                                                  | 5                                                   | 10                                                  | 75                                                  | 43                                                  |
| 6                                                   | Korona Rzeszów                                      | 30                                                  | 47                                                  | 14                                                  | 5                                                   | 11                                                  | 57                                                  | 51                                                  |
| 7                                                   | Włókniarz Rakszawa                                  | 30                                                  | 42                                                  | 12                                                  | 6                                                   | 12                                                  | 57                                                  | 55                                                  |
| 8                                                   | Iskra Zgłobień                                      | 30                                                  | 42                                                  | 12                                                  | 6                                                   | 12                                                  | 58                                                  | 66                                                  |
| 9                                                   | Plantator Nienadówka                                | 30                                                  | 41                                                  | 12                                                  | 5                                                   | 13                                                  | 52                                                  | 53                                                  |
| 10                                                  | KS Stobierna                                        | 30                                                  | 38                                                  | 11                                                  | 5                                                   | 14                                                  | 58                                                  | 60                                                  |
| 11                                                  | Resovia II                                          | 30                                                  | 38                                                  | 11                                                  | 5                                                   | 14                                                  | 45                                                  | 52                                                  |
| 12                                                  | Sokół Sokołów Małopolski                            | 30                                                  | 38                                                  | 11                                                  | 5                                                   | 14                                                  | 55                                                  | 50                                                  |
| 13                                                  | Sawa Sonina                                         | 30                                                  | 34                                                  | 10                                                  | 4                                                   | 16                                                  | 47                                                  | 78                                                  |
| 14                                                  | Strumyk Malawa                                      | 30                                                  | 32                                                  | 8                                                   | 8                                                   | 14                                                  | 43                                                  | 56                                                  |
| 15                                                  | Wola Dalsza                                         | 30                                                  | 24                                                  | 7                                                   | 3                                                   | 20                                                  | 40                                                  | 81                                                  |
| 16                                                  | Piast Nowa Wieś                                     | 30                                                  | 23                                                  | 7                                                   | 2                                                   | 21                                                  | 22                                                  | 91                                                  |
| Legenda:                                            |                                                     |                                                     |                                                     |                                                     |                                                     |                                                     |                                                     |                                                     |
| awans                                               |                                                     |                                                     |                                                     |                                                     |                                                     |                                                     |                                                     |                                                     |
| spadek                                              |                                                     |                                                     |                                                     |                                                     |                                                     |                                                     |                                                     |                                                     |

Uwaga: Piast Nowa Wieś wycofał się z rozgrywek po 17. kolejce

## Sezon 2023/2024
| Klasa okręgowa (grupa rzeszowska) – sezon 2023/2024 | Klasa okręgowa (grupa rzeszowska) – sezon 2023/2024 | Klasa okręgowa (grupa rzeszowska) – sezon 2023/2024 | Klasa okręgowa (grupa rzeszowska) – sezon 2023/2024 | Klasa okręgowa (grupa rzeszowska) – sezon 2023/2024 | Klasa okręgowa (grupa rzeszowska) – sezon 2023/2024 | Klasa okręgowa (grupa rzeszowska) – sezon 2023/2024 | Klasa okręgowa (grupa rzeszowska) – sezon 2023/2024 | Klasa okręgowa (grupa rzeszowska) – sezon 2023/2024 |
| Poz.                                                | Klub                                                | M                                                   | Pkt                                                 | Mecze                                               | Mecze                                               | Mecze                                               | Bramki                                              | Bramki                                              |
| Poz.                                                | Klub                                                | M                                                   | Pkt                                                 | zwy.                                                | rem.                                                | por.                                                | zdob.                                               | stra.                                               |
| --------------------------------------------------- | --------------------------------------------------- | --------------------------------------------------- | --------------------------------------------------- | --------------------------------------------------- | --------------------------------------------------- | --------------------------------------------------- | --------------------------------------------------- | --------------------------------------------------- |
| 1                                                   | Strug Tyczyn                                        | 30                                                  | 74                                                  | 23                                                  | 5                                                   | 2                                                   | 108                                                 | 33                                                  |
| 2                                                   | Błażowianka Błażowa                                 | 30                                                  | 70                                                  | 22                                                  | 4                                                   | 4                                                   | 64                                                  | 22                                                  |
| 3                                                   | Włókniarz Rakszawa                                  | 30                                                  | 58                                                  | 18                                                  | 4                                                   | 8                                                   | 73                                                  | 37                                                  |
| 4                                                   | LKS Jasionka                                        | 30                                                  | 57                                                  | 17                                                  | 6                                                   | 7                                                   | 73                                                  | 35                                                  |
| 5                                                   | KS Zaczernie                                        | 30                                                  | 53                                                  | 17                                                  | 2                                                   | 11                                                  | 80                                                  | 56                                                  |
| 6                                                   | Błękit Żołynia                                      | 30                                                  | 53                                                  | 16                                                  | 5                                                   | 9                                                   | 58                                                  | 48                                                  |
| 7                                                   | Sokół Sokołów Małopolski                            | 30                                                  | 48                                                  | 14                                                  | 6                                                   | 10                                                  | 68                                                  | 59                                                  |
| 8                                                   | Iskra Zgłobień                                      | 30                                                  | 45                                                  | 14                                                  | 3                                                   | 13                                                  | 78                                                  | 63                                                  |
| 9                                                   | Sawa Sonina                                         | 30                                                  | 45                                                  | 14                                                  | 3                                                   | 13                                                  | 56                                                  | 61                                                  |
| 10                                                  | Strumyk Malawa                                      | 30                                                  | 39                                                  | 12                                                  | 3                                                   | 15                                                  | 50                                                  | 58                                                  |
| 11                                                  | LKS Trzebownisko                                    | 30                                                  | 38                                                  | 10                                                  | 8                                                   | 12                                                  | 47                                                  | 46                                                  |
| 12                                                  | Jedność Niechobrz                                   | 30                                                  | 38                                                  | 12                                                  | 2                                                   | 16                                                  | 42                                                  | 61                                                  |
| 13                                                  | KS Dąbrówki                                         | 30                                                  | 25                                                  | 7                                                   | 4                                                   | 19                                                  | 37                                                  | 83                                                  |
| 14                                                  | KS Przybyszówka (Rzeszów)                           | 30                                                  | 22                                                  | 7                                                   | 1                                                   | 22                                                  | 48                                                  | 78                                                  |
| 15                                                  | Grodziszczanka Grodzisko Dolne                      | 30                                                  | 13                                                  | 4                                                   | 1                                                   | 25                                                  | 21                                                  | 80                                                  |
| 16                                                  | Leśna Wólka Podleśna                                | 30                                                  | 12                                                  | 3                                                   | 3                                                   | 24                                                  | 32                                                  | 115                                                 |
| Legenda:                                            |                                                     |                                                     |                                                     |                                                     |                                                     |                                                     |                                                     |                                                     |
| awans                                               |                                                     |                                                     |                                                     |                                                     |                                                     |                                                     |                                                     |                                                     |
| spadek                                              |                                                     |                                                     |                                                     |                                                     |                                                     |                                                     |                                                     |                                                     |

## Sezon 2022/2023
| Klasa okręgowa (grupa rzeszowska) – sezon 2022/2023 | Klasa okręgowa (grupa rzeszowska) – sezon 2022/2023 | Klasa okręgowa (grupa rzeszowska) – sezon 2022/2023 | Klasa okręgowa (grupa rzeszowska) – sezon 2022/2023 | Klasa okręgowa (grupa rzeszowska) – sezon 2022/2023 | Klasa okręgowa (grupa rzeszowska) – sezon 2022/2023 | Klasa okręgowa (grupa rzeszowska) – sezon 2022/2023 | Klasa okręgowa (grupa rzeszowska) – sezon 2022/2023 | Klasa okręgowa (grupa rzeszowska) – sezon 2022/2023 |
| Poz.                                                | Klub                                                | M                                                   | Pkt                                                 | Mecze                                               | Mecze                                               | Mecze                                               | Bramki                                              | Bramki                                              |
| Poz.                                                | Klub                                                | M                                                   | Pkt                                                 | zwy.                                                | rem.                                                | por.                                                | zdob.                                               | stra.                                               |
| --------------------------------------------------- | --------------------------------------------------- | --------------------------------------------------- | --------------------------------------------------- | --------------------------------------------------- | --------------------------------------------------- | --------------------------------------------------- | --------------------------------------------------- | --------------------------------------------------- |
| 1                                                   | PZU SMS Resovia II Rzeszów                          | 30                                                  | 74                                                  | 24                                                  | 2                                                   | 4                                                   | 112                                                 | 22                                                  |
| 2                                                   | Strug Tyczyn                                        | 30                                                  | 73                                                  | 23                                                  | 4                                                   | 3                                                   | 96                                                  | 31                                                  |
| 3                                                   | KS Zaczernie                                        | 30                                                  | 56                                                  | 16                                                  | 8                                                   | 6                                                   | 68                                                  | 40                                                  |
| 4                                                   | Błażowianka Błażowa                                 | 30                                                  | 52                                                  | 16                                                  | 4                                                   | 10                                                  | 60                                                  | 38                                                  |
| 5                                                   | Strumyk Malawa                                      | 30                                                  | 50                                                  | 15                                                  | 5                                                   | 10                                                  | 67                                                  | 50                                                  |
| 6                                                   | Włókniarz Rakszawa                                  | 30                                                  | 48                                                  | 14                                                  | 6                                                   | 10                                                  | 71                                                  | 46                                                  |
| 7                                                   | Sokół Sokołów Małopolski                            | 30                                                  | 45                                                  | 13                                                  | 6                                                   | 11                                                  | 51                                                  | 54                                                  |
| 8                                                   | Iskra Zgłobień                                      | 30                                                  | 43                                                  | 12                                                  | 7                                                   | 11                                                  | 65                                                  | 66                                                  |
| 9                                                   | Jedność Niechobrz                                   | 30                                                  | 42                                                  | 12                                                  | 6                                                   | 12                                                  | 53                                                  | 52                                                  |
| 10                                                  | Leśna Wólka Podleśna                                | 30                                                  | 34                                                  | 11                                                  | 1                                                   | 18                                                  | 49                                                  | 71                                                  |
| 11                                                  | Sawa Sonina                                         | 30                                                  | 34                                                  | 10                                                  | 4                                                   | 16                                                  | 36                                                  | 63                                                  |
| 12                                                  | KS Przybyszówka (Rzeszów)                           | 30                                                  | 34                                                  | 10                                                  | 4                                                   | 16                                                  | 56                                                  | 82                                                  |
| 13                                                  | Grodziszczanka Grodzisko Dolne                      | 30                                                  | 37                                                  | 9                                                   | 4                                                   | 17                                                  | 51                                                  | 88                                                  |
| 14                                                  | Orzeł Wólka Niedźwiedzka                            | 30                                                  | 27                                                  | 7                                                   | 6                                                   | 17                                                  | 35                                                  | 64                                                  |
| 15                                                  | Plantator Nienadówka                                | 30                                                  | 26                                                  | 8                                                   | 2                                                   | 20                                                  | 40                                                  | 85                                                  |
| 16                                                  | Wola Dalsza                                         | 30                                                  | 14                                                  | 3                                                   | 5                                                   | 22                                                  | 47                                                  | 105                                                 |
| Legenda:                                            |                                                     |                                                     |                                                     |                                                     |                                                     |                                                     |                                                     |                                                     |
| awans                                               |                                                     |                                                     |                                                     |                                                     |                                                     |                                                     |                                                     |                                                     |
| spadek                                              |                                                     |                                                     |                                                     |                                                     |                                                     |                                                     |                                                     |                                                     |

## Sezon 2021/2022
| Klasa okręgowa (grupa rzeszowska) – sezon 2021/2022 | Klasa okręgowa (grupa rzeszowska) – sezon 2021/2022 | Klasa okręgowa (grupa rzeszowska) – sezon 2021/2022 | Klasa okręgowa (grupa rzeszowska) – sezon 2021/2022 | Klasa okręgowa (grupa rzeszowska) – sezon 2021/2022 | Klasa okręgowa (grupa rzeszowska) – sezon 2021/2022 | Klasa okręgowa (grupa rzeszowska) – sezon 2021/2022 | Klasa okręgowa (grupa rzeszowska) – sezon 2021/2022 | Klasa okręgowa (grupa rzeszowska) – sezon 2021/2022 |
| Poz.                                                | Klub                                                | M                                                   | Pkt                                                 | Mecze                                               | Mecze                                               | Mecze                                               | Bramki                                              | Bramki                                              |
| Poz.                                                | Klub                                                | M                                                   | Pkt                                                 | zwy.                                                | rem.                                                | por.                                                | zdob.                                               | stra.                                               |
| --------------------------------------------------- | --------------------------------------------------- | --------------------------------------------------- | --------------------------------------------------- | --------------------------------------------------- | --------------------------------------------------- | --------------------------------------------------- | --------------------------------------------------- | --------------------------------------------------- |
| 1                                                   | Stal II Rzeszów                                     | 34                                                  | 82                                                  | 27                                                  | 1                                                   | 6                                                   | 124                                                 | 34                                                  |
| 2                                                   | Strug Tyczyn                                        | 34                                                  | 78                                                  | 25                                                  | 3                                                   | 6                                                   | 91                                                  | 42                                                  |
| 3                                                   | Włókniarz Rakszawa                                  | 34                                                  | 74                                                  | 23                                                  | 5                                                   | 6                                                   | 88                                                  | 45                                                  |
| 4                                                   | Sokół Sokołów Małopolski                            | 34                                                  | 69                                                  | 22                                                  | 3                                                   | 9                                                   | 83                                                  | 47                                                  |
| 5                                                   | KS Zaczernie                                        | 34                                                  | 65                                                  | 19                                                  | 8                                                   | 7                                                   | 78                                                  | 55                                                  |
| 6                                                   | Błażowianka Błażowa                                 | 34                                                  | 56                                                  | 16                                                  | 8                                                   | 10                                                  | 89                                                  | 66                                                  |
| 7                                                   | KS Przybyszówka (Rzeszów)                           | 34                                                  | 47                                                  | 13                                                  | 8                                                   | 13                                                  | 68                                                  | 68                                                  |
| 8                                                   | Strumyk Malawa                                      | 34                                                  | 47                                                  | 14                                                  | 5                                                   | 15                                                  | 77                                                  | 77                                                  |
| 9                                                   | Resovia II                                          | 34                                                  | 44                                                  | 13                                                  | 5                                                   | 16                                                  | 52                                                  | 60                                                  |
| 10                                                  | Sawa Sonina                                         | 34                                                  | 44                                                  | 13                                                  | 5                                                   | 16                                                  | 69                                                  | 96                                                  |
| 11                                                  | Jedność Niechobrz                                   | 34                                                  | 43                                                  | 12                                                  | 7                                                   | 15                                                  | 58                                                  | 61                                                  |
| 12                                                  | Orzeł Wólka Niedźwiedzka                            | 34                                                  | 43                                                  | 11                                                  | 10                                                  | 13                                                  | 60                                                  | 67                                                  |
| 13                                                  | Wola Dalsza                                         | 34                                                  | 39                                                  | 11                                                  | 6                                                   | 17                                                  | 47                                                  | 69                                                  |
| 14                                                  | KS Stobierna                                        | 34                                                  | 39                                                  | 10                                                  | 9                                                   | 15                                                  | 63                                                  | 66                                                  |
| 15                                                  | Zorza Trzeboś                                       | 34                                                  | 34                                                  | 10                                                  | 4                                                   | 20                                                  | 54                                                  | 81                                                  |
| 16                                                  | GKS Niebylec                                        | 34                                                  | 25                                                  | 8                                                   | 1                                                   | 25                                                  | 50                                                  | 93                                                  |
| 17                                                  | Grunwald Budziwój (Rzeszów)                         | 34                                                  | 21                                                  | 6                                                   | 3                                                   | 25                                                  | 41                                                  | 112                                                 |
| 18                                                  | Wisłok Strzyżów                                     | 34                                                  | 20                                                  | 5                                                   | 5                                                   | 24                                                  | 41                                                  | 94                                                  |
| Legenda:                                            |                                                     |                                                     |                                                     |                                                     |                                                     |                                                     |                                                     |                                                     |
| awans                                               |                                                     |                                                     |                                                     |                                                     |                                                     |                                                     |                                                     |                                                     |
| spadek                                              |                                                     |                                                     |                                                     |                                                     |                                                     |                                                     |                                                     |                                                     |